# Danny Amankwaa
Danny Kwasi Amankwaa, abrégé Danny Amankwaa, né le 30 janvier 1994 à Oagaer, est un footballeur danois et ghanéen. Il évolue au poste d'ailier droit aux Hearts.

## Carrière

### En club
Danny Amankwaa signe son premier contrat professionnel avec le FC Copenhague en 2013.
Le 25 janvier 2017, il rejoint Hearts.

### En équipe nationale
Danny Amankwaa est sélectionné dans toutes les catégories de jeunes, des moins de 16 ans jusqu'aux espoirs. Il inscrit quatre buts avec les moins de 17 ans, deux avec les moins de 19 ans, et enfin un avec les moins de 20 ans.

## Statistiques
| Saison                | Club                  | Championnat           | Championnat | Championnat | Coupe(s) nationale(s) | Coupe(s) nationale(s) | Compétition(s) continentale(s) | Compétition(s) continentale(s) | Compétition(s) continentale(s) | Total | Total |
| Saison                | Club                  | Division              | M.          | B.          | M.                    | B.                    | Comp.                          | M.                             | B.                             | M.    | B.    |
| 2012-2013             | FC Copenhague         | Superliga             | 9           | 0           | 2                     | 1                     | C3                             | 1                              | 0                              | 12    | 1     |
| 2013-2014             | FC Copenhague         | Superliga             | 15          | 0           | 3                     | 0                     | C1                             | 1                              | 0                              | 19    | 0     |
| 2014-2015             | FC Copenhague         | Superliga             | 23          | 1           | 1                     | 0                     | C1+C3                          | 4+5                            | 0+0                            | 33    | 1     |
| 2015-2016             | FC Copenhague         | Superliga             | 7           | 0           | 1                     | 1                     | C3                             | 0                              | 0                              | 8     | 1     |
| 2016-2017             | FC Copenhague         | Superliga             | 5           | 0           | 0                     | 0                     | C1                             | 3                              | 0                              | 8     | 0     |
| Total sur la carrière | Total sur la carrière | Total sur la carrière | 59          | 1           | 7                     | 2                     | -                              | 14                             | 0                              | 80    | 3     |

## Palmarès
Il remporte le championnat du Danemark en 2013 et 2016 et 2017 avec le FC Copenhague.
- Vainqueur de la Coupe du Danemark (1) : 2017 avec le FC Copenhague